# Das Wolkenvolk
Das Wolkenvolk ist eine 2006/2007 erschienene Fantasy-Trilogie von Kai Meyer, die im alten China spielt.

## Die Bücher

### Band 1: Seide und Schwert
Die Handlung spielt im Jahre 1760, zur Zeit der Qing-Dynastie. Niccolo Spini lebt als Ausgestoßener nahe am Rand der Wolkeninsel, als die Insel plötzlich abstürzt und zwischen hohen Granitfelsen hängen bleibt. Da niemand sonst Chinesisch sprechen kann, wird er von Herzog Jacopo de Medici ausgeschickt, um Aether, also Drachenatem, zu finden, der die Pumpen wieder in Gang bringen und die Insel retten kann. Mit einem Luftschlitten fliegt er nach unten und wäre abgestürzt, wenn die Kriegerin Wisperwind ihn nicht mit ihrem Federflug aufgefangen hätte. Sie rettet ihn auch vor den bösartigen Raunen, die sich im Tal versammelt haben. Als sie Niccolo wieder verlassen hat, macht er sich auf den Weg in die nächste Stadt, wo er erfährt, dass Gaukler in der Nähe sind, die einen Drachen besitzen sollen. Dort trifft er auf das Mädchen Nugua, welches von Drachen großgezogen wurde und nach deren plötzlichem Verschwinden ebenfalls auf der Suche nach Drachen ist. Allerdings entpuppt sich der Drache der Gaukler als verkleideter Mensch und dann tauchen auch noch Mandschu auf, deren Hauptmann Lotusklaue den vermeintlichen Drachen töten will. Nugua, Niccolo und der falsche Drache Feiqing können den Mandschu jedoch entkommen. Als sie schließlich rasten, erzählt Feiqing seine Geschichte. Er kann sich an nichts außer die letzten drei Jahre erinnern, weiß nur, dass der Wächterdrache vom Drachenfriedhof ihn in dieses Kostüm verflucht hat und er es nicht ausziehen kann. Niccolo und Nugua beschließen, der Spur zu folgen und so gehen alle drei nach Sichuan. Auf dem Weg beobachten sie den Kampf zwischen den Xian Guo Lao und der Xianschülerin Mondkind. Mit Niccolos Erlaubnis benutzt sie etwas von seinem Chi und kann Guo Lao so besiegen. Durch den Eingriff müssen Niccolo und Mondkind sich lieben. Sie erzählt ihm, dass die Schmiede der Lavatürme seit langem mit den Drachen befreundet sind und vielleicht wissen, wo sich diese befinden. 
In einem Gasthaus wollen Niccolo, Nugua und Feiqing einen Mönch finden, der sie zu den Lavatürmen führen kann. Doch die Herberge ist in Wirklichkeit ein Trick einer Räuberbande, die sie überfallen möchten. Ein Mann namens Li, der, wie sich später herausstellt, ein Xian ist, rettet sie und führt sie zu den Lavatürmen. 
Etwa zur gleichen Zeit findet die Herzogstochter Alessia im Haus des Schattendeuters Baupläne der Aetherpumpen, die als verschollen galten. Sie sucht und findet ihn schließlich in den Aetherpumpen. Dort sieht sie, wie er den Pumpeninspektor Sandro Mirandola ermordet, weshalb er sie in der Pumpe einsperrt. 
Niccolo, Nugua, Li und Feiqing folgen dem Lavastrom bis zu seinem flüssigen Ende, wo sich die Türme befinden. Als sie die Türme erreichen, kann nur Niccolo hinüber gehen. Li muss Nugua offenbaren, dass er ein Xian ist und sagt ihr und Feiqing die Wahrheit über den Aether und Mondkind. In den Lavatürmen trifft Niccolo Wisperwind wieder, doch alle Schmiede wurden von Mondkind getötet. Auf einer Karte finden Niccolo und Wisperwind den Drachenfriedhof. Währenddessen fliegen Li und Nugua auf Lis Kranich zu den Türmen. Li erzählt auch Niccolo alles über Mondkind und den Aether. Doch dann tauchen Mandschu unter Führung von Lotusklaue auf, der sich rächen will. Wisperwind und Li können die Mandschu zwar besiegen, doch Lotusklaue kann Nugua noch mit dem Fluch der purpurnen Hand belegen, der sie langsam töten wird, wenn er nicht von den Drachen geheilt wird. Niccolo trifft Mondkind, die jedoch flieht, bevor Li sie angreifen kann. Am Ende fliegen Li und Nugua zum Drachenfriedhof, Feiqing und Wisperwind folgen zu Fuß. Niccolo geht mit dem Schwert Silberdorn zu Tieguai, dem nächsten Xian, den Mondkind töten will.

### Band 2: Lanze und Licht
Li und Nugua erreichen den Drachenfriedhof als erste. Dort entdecken sie, dass der Wächterdrache vom Seelenschlund verschlungen wurde. Da ein Kampf aussichtslos wäre, gehen sie einen Handel ein: Li lässt sich ohne Gegenwehr fressen, dafür erfahren sie, dass sich die Drachen in den Himmelsbergen befinden. Nugua fliegt mit Lis Kranich und seiner Schaufellanze weiter, während der Fluch der purpurnen Hand sie immer mehr schwächt. Niccolo hat Tieguai inzwischen gefunden. Nach drei Tagen kommt Mondkind. Niccolo kann nicht verhindern, dass sie den Xian tötet und auf ihrem Kranich flieht. Voller sich widerstreitender Gefühle verfolgt er sie bis zu einer Dongtian, einer heiligen Grotte. Da der Aether sie dort nicht sieht, kann Mondkind ihm erzählen, warum sie das alles getan hat. Sie stößt sich Silberdorn in die Seite und fliegt weg. Niccolo folgt ihr. Auf der Wolkeninsel steigt Alessia immer tiefer herab, bis sie schließlich auf das Aetherfragment stößt. Es erzählt ihr die Wahrheit über den Aether und schafft einen Ausgang, durch den sie fliehen kann, doch keiner der Leute will ihr glauben. Die Insel steigt wieder auf, angeblich, weil es dem Schattendeuter gelungen sei, künstlichen Aether zu erzeugen. Auch Wisperwind und Feiqing haben den Drachenfriedhof nun erreicht. Lis Seele kontrolliert den Körper des Seelenschlunds. Er kann Feiqings Fluch zwar nicht aufheben, erzählt ihnen aber, dass Feiqing einst ein geheimer Händler war und bringt sie zu deren Treffpunkt. Dort erfahren Wisperwind und Feiqing, dass dieser einen Verrat begangen hat und deshalb verbannt wurde. Die Händler wollen ihn töten, doch Wisperwind kann sie davon abbringen. Die geheimen Händler erreicht ein Ruf der Riesen. Beim Treffen mit ihnen erfahren sie, dass das wahre Ziel des Aethers nicht die Vernichtung der Xian, sondern die Wiedererweckung Pangus ist. Händler und Riesen schließen ein Bündnis gegen den Aether. Niccolo folgt Mondkind bis in die Wüste Taklamakan, wo Guo Lao lebt. Dieser hatte sie besiegt und hält sie nun gefangen. Doch Niccolo flieht mit Mondkind in die Himmelsberge. Sie erreichen die Berge in letzter Sekunde und Nugua, die von den Drachen geheilt werden konnte, kann Yaozi davon überzeugen, Mondkind zu helfen.

### Band 3: Drache und Diamant
Die Drachen versetzen Mondkind in ein magisches Koma, das sie heilen soll – allerdings auch von ihrer Liebe zu Niccolo. Dieser überwirft sich derweil mit Nugua, da diese immer mehr ihre Gefühle für ihn zu erkennen beginnt und daran verzweifelt. Unterdessen stoßen die geheimen Händler mit Wisperwind und Feiqing auf ein Luftschiff russischer geheimer Händler, bei dessen Auskundschaftung sie von Juru angegriffen und von der Flotte getrennt werden. Gerettet werden sie von Guo Lao, der sie zu den Himmelsbergen bringt. Nugua erfährt von Yaozi, dass der Berg eigentlich ein versteinerter Teil Pangus ist und dieser erwachen wird, wenn die Drachen nicht dessen Herz, einen herzförmigen Diamanten in der Herzkammer, vor dem Zugriff des Aethers schützen. Doch alle Mühen sind vergebens, Pangu erwacht in Nuguas und Yaozis Beisein. Das Aetherfragment steuert die Wolkeninsel nach Norden zu den Himmelsbergen. Niccolo ist zu diesem Zeitpunkt bei Mondkind, die langsam aus dem künstlichen Schlaf zu erwachen beginnt. Er will sie vor dem Zugriff des Aeters retten, doch sie ist, ohne dass er zunächst davon weiß, längst für ihn verloren. Yaozi will mit Nugua fliehen, doch diese hat endlich ihre Gefühle für Niccolo erkannt und kann ihn zur Umkehr bewegen. Sie macht sich mühevoll durch den inzwischen fleischgewordenen Körper Pangus auf den Weg zur Herzkammer, wohin auch Niccolo mit der benommenen Mondkind unterwegs ist. Nugua versucht in der Herzkammer, Pangus Herz zu durchbohren, wird jedoch beinahe von Mondkind, die sich endgültig als Dienerin des Aethers offenbart, getötet. Plötzlich taucht Guo Lao auf, der Mondkind in einen Kampf verwickelt. Gemeinsam verwunden Niccolo und Nugua Pangus Herz tödlich. Mondkind und Guo Lao töten sich in ihrem Gefecht gegenseitig. Durch Pangus Tod stirbt auch der Aether – die Körperlichkeit, die er begehrt hatte, wird ihm zum Verhängnis. Die Wolkeninsel landet und beginnt, sich langsam aufzulösen. Niccolo merkt, dass er sich inzwischen so sehr verändert hat, dass seine Zukunft nicht bei dem Wolkenvolk liegen kann und so bricht er mit Nugua, Wisperwind und Feiqing zum Drachenfriedhof auf, um Feiqings Fluch von ihm zu nehmen. Wisperwind verlässt die Gruppe, da sie Feiqing so in Erinnerung behalten will, wie er war. Das Buch endet damit, dass Feiqing zu Nugua und Niccolo kommt, wer oder was er jedoch unter dem Drachenkostüm ist, bleibt offen.

## Figuren

### Menschen
- Niccolo Spini

Niccolo Spini lebt auf der Wolkeninsel. Da er und sein verstorbener Vater lesen konnten und sich mit verbotenen Büchern bildeten, wurden sie von der Gemeinde verstoßen. Seine Hof- und Haustiere ersetzten für ihn seine Familie. Als die Wolkeninsel abzustürzen droht, wird er mit einem Flugapparat zur Erde geschickt, um den Aether zu holen und so die Insel zu retten. Nachdem Mondkind sein Chi benutzt hat, ist er gezwungen, sie zu lieben.
- Nugua

Nugua ist bei den Drachen um Yaozi groß geworden. Ihre Eltern hatten sie bei ihnen als Opfer gelassen, damit diese ihnen Regen brächten, die Drachen haben sie daraufhin bei sich aufgenommen. Sie selbst hält sich für einen Drachen, doch als alle Drachen verschwunden sind, erkennt Nugua, dass ihre Natur die eines Menschen ist.
- Wisperwind

Wisperwind ist eine undurchsichtige, herumziehende Schwertmeisterin vom Clan der stillen Wipfel. Sie hat die Götterklingen Jadestachel und Silberdorn von Mondkind gestohlen. Außerdem kämpft sie mit Wurfnadeln und beherrscht den Schwertkampf wie kaum eine andere.
- Feiqing

Feiqing war einst ein geheimer Händler. Er wurde als Strafe für Verrat dem Wächterdrachen übergeben, und von ihm wiederum zur Strafe wegen unerlaubten Betretens des Drachenfriedhofs zum Dasein in einem lächerlichen Rattendrachenkostüm, das er nicht ausziehen kann, verflucht. Durch diesen Fluch kann er sich auch nicht mehr an sein früheres Leben erinnern.
- Alessia de Medici

Alessia ist die Tochter des Herzogs der Wolkeninsel. Doch weil sie lesen und schreiben kann, lebt sie in offener Feindschaft mit den Priestern des Zeitwinds, die sie nicht als zukünftige Herzogin anerkennen, da sie denken, dass eine Frau ungeeignet sei, das Wolkenvolk anzuführen. Durch Zufall stößt sie auf einen Teil des Aethers in dem Inneren der Wolkeninsel, der ihr seine Geschichte und die des restlichen Aethers erzählt. Alessia macht im Laufe der Geschichte die Wandlung von einem unwilligen, eitlen Mädchen zu einer verantwortungsbewussten Frau durch.

### Mondkind
Mondkind war eine Schülerin der Xian He Xiangu. Der Aether beherrscht die Fast-Xian durch ihre Sucht nach reinem Mondlicht. Ihr wird vom Aether befohlen, alle Xian zu vernichten. Nachdem sie Niccolos Chi benutzt hat, muss sie ihn lieben. Ihre Waffe ist ein magisches weißes Seidenkleid, aus dem sie Seidenbänder wie Lanzen abschießen kann.

### Xian
Die Xian waren einst gewöhnliche Menschen, die durch die Lehren des Tao, alchemistische Experimente oder besondere Gottgefälligkeit das ewige Leben von den Göttern bekamen. Es gab ursprünglich acht Xian, doch zu Beginn der Handlung hat Mondkind schon fünf getötet.
Xian können zwar nicht durch die Zeit, aber durch die Waffen aus den Lavaschmieden getötet werden. Sie sind die letzte Verbindung zwischen Himmel und Erde und werden deshalb auch die „acht Säulen des Himmels“ genannt. Xian beherrschen Magie und reiten auf riesigen Kranichen.
- Li

Der Xian war früher ein General und ein Fangshi, ein wichtiger Berater des Kaisers, und heißt eigentlich Zhongli Quan. Seine Waffe ist eine Schaufellanze aus den Lavatürmen.
- Guo Lao

Der Xian wirkt sehr einschüchternd, selbstgefällig und brutal. Seine Waffe ist Phönixfeder, ein Schwert aus den Lavatürmen.
- Tieguai

Der Xian lebt als Einsiedler auf einem Bergplateau mit einem kleinen See. Seine Waffe ist ein stählerner Klingenfächer aus den Lavatürmen. Tieguai ist sanftmütiger und weiser als die anderen Xian.

### Drachen
- Yaozi

Yaozi ist der Drachenkönig des Südens und hat Nugua aufgenommen und aufgezogen. Er ist der älteste und ruhigste von den Drachenkönigen. Seine Schuppen sind rot- und bronzefarben.
- Zugolu

Zugolu ist wie Yaozi und Maromar ein Drachenkönig. Er ist der Zweitälteste, sein Wort gilt vor Maromar. Er stirbt bei der Verteidigung des Herzens vor dem Aether.
- Maromar

Maromar ist der jüngste Drachenkönig. Sein Charakter ist eher übermütig. Er wird im letzten Buch getötet.

### Der Aether
Der Aether ist eine von Drachen ausgeatmete Substanz, die Niccolos Heimat, die Wolkeninsel, festigt, und gleichzeitig von tückischem Eigenleben beseelt ist. Er versucht über die Xianschülerin Mondkind, die Xian zu vernichten, als Strafe dafür, dass er erst lernen musste zu denken und die Menschen schon mit Verstand zur Welt kommen. Seine Macht kommt daher, dass er Himmel und Erde wie eine Schale umgibt und größer ist als alles, was wir kennen.
- Teil des Aethers in der Wolkeninsel

Dieser Teil des Aethers ist schon lange von seinem anderen Teil abgeschnitten und hat durch die Menschen, die auf der Insel leben, Gefühle kennengelernt und gelernt, in den Gedanken der Menschen zu sprechen. Er hat sich ebenfalls in zwei Teile gespalten. Der eine Teil wollte nicht wahrhaben, dass die Menschen mit Verstand geboren wurden, der andere Teil hat sich damit abgefunden. Doch der erste kehrte durch die Aetherleitungen auf der Wolkeninsel zurück in die Regionen jenseits des Himmels und beseelte all den Aether dort oben mit seinem Hass auf die Welt.

### Andere Kreaturen
- Raunen

Raunen sind Baumdämonen. Sie sind größer als ein Mensch und bestehen aus Holz und anderen Pflanzenteilen. Tötet man sie, lösen sie sich zu einer Wolke Herbstlaub auf.
Raunen sind nicht besonders intelligent.
- Der Seelenschlund

Der Seelenschlund ist ein riesiger Tausendfüßler. Er kann Lebewesen verschlingen, deren Seele und Wissen dann in ihm weiterleben. Angeblich lebt er schon seit Äonen und hat sogar Götter verschlungen. Nachdem Li von ihm gefressen wurde, kann seine Seele den Körper des Seelenschlunds kontrollieren, wenn auch nicht dauerhaft.
- Juru

Juru sind Felsdämonen. Sie werden in der Lavaquelle in den Himmelsbergen geboren und hausen in den Felsschluchten der Gebirge. Wie auch die Raunen hassen sie die Drachen. Juru sind nicht besonders intelligent, jedoch zumindest mit Selbsterhaltungstrieb ausgestattet, bis sie dem Aether verfallen.

## Orte

### Die Wolkeninsel
Die Wolkeninsel wird durch eine Maschine des großen Leonardo Da Vinci betrieben. Die Aetherpumpen halten die Wolke in der Luft zusammen und sorgen dafür, dass sie nicht sinkt. Die Insel besteht aus einem Wolkengebirge und einem Tal in der Mitte der Insel, wo die meisten Bewohner leben. Diese Senke ist mit Erde gefüllt, dort wird Ackerbau und Viehzucht betrieben. Der Herzog der Wolkeninsel ist Jacopo de Medici. Die Religion des Wolkenvolks ist der Glaube an den Zeitwind, auch sagt ein Schattendeuter aus den Wolkenschatten die Zukunft voraus. Die Gotteshäuser sind große Windmühlen und die Priester besitzen viel Macht. Bücher zu besitzen und lesen und schreiben zu können, ist verboten und wird mit Ausschluss aus der Gemeinschaft bestraft. Die Atmosphäre auf der Insel erinnert in manchen Punkten, beispielsweise der Unterdrückung jeglichen Wissens und der Furcht vor allem Neuen, an die Zustände im europäischen Mittelalter, was logisch ist, da auch die Wolkeninsel zur ebendieser Zeit entstand und sich kaum etwas weiterentwickelt hat.

### Der Drachenfriedhof
Der Standort des Drachenfriedhofs ist nur den Drachenkönigen und sehr wenigen anderen (z. B. den Schmieden der Lavatürme) bekannt. Erst wenn ein Drache spürt, dass er bald sterben wird, verraten die Könige es ihm. Der Friedhof wird von einem Wächterdrachen bewacht.

### Der Lavastrom und die Lavatürme
Der Lavastrom fließt wie ein Fluss durch ganz China. Seine Oberfläche ist außer an der Spitze erkaltet. Die Lavatürme schwimmen auf der Spitze des Lavastroms. Sie wurden von den Göttern geschaffen, um einen Schmied, der minderwertige Waffen für sie hergestellt hatte, zu bestrafen. Er und seine Nachkommen konnten die Türme nicht verlassen, ohne zu sterben und mussten Waffen für die Götter schmieden. Sie wurden dadurch zu einer Art Zombies.

## Buchausgaben
- Kai Meyer: Seide und Schwert. Loewe Verlag, 2006, ISBN 3-7855-5741-8.
- Kai Meyer: Lanze und Licht. Loewe Verlag, 2007, ISBN 978-3-7855-5742-6.
- Kai Meyer: Drache und Diamant. Loewe Verlag, 2007, ISBN 978-3-7855-5743-3.

## Hörbücher und Hörspiel
Alle drei Teile wurden von Hörcompany als Hörbücher herausgegeben, eingelesen von Andreas Fröhlich. Des Weiteren veröffentlichte Der Hörverlag im Jahre 2009 eine 6 CDs umfassende Hörspielfassung mit Raiko Küster als Niccolo, Jana Schulz als Nugua und Konstantin Graudus als Feiqing.